# Glempangpasir
Glempangpasir is een bestuurslaag in het regentschap Cilacap van de provincie Midden-Java, Indonesië. Glempangpasir telt 6771 inwoners (volkstelling 2010).